# Pararete semperi
Pararete semperi är en svampdjursart som först beskrevs av Schulze 1886.  Pararete semperi ingår i släktet Pararete och familjen Euretidae. Inga underarter finns listade i Catalogue of Life.